# Rainier III de Mônaco
Rainier III (Mónaco, 31 de maio de 1923 – Mónaco, 6 de abril de 2005) foi o Príncipe do Mónaco por 56 anos de 1949 até sua morte, em 2005, um dos maiores reinados na história europeia. Era filho do príncipe Pedro, Duque de Valentinois e da princesa Carlota de Mônaco, tendo ascendido ao trono após a morte de seu avô o príncipe Luís II.
Embora tenha ficado mais conhecido fora da Europa por ter se casado com a atriz estadunidense Grace Kelly, Rainier foi também responsável por reformas na constituição de Mônaco e pela expansão da economia do principado; não somente por meio de sua tradicional base de jogos de azar como também por meio do turismo. Os lucros com jogos de azar correspondem, na atualidade, a três por cento da receita anual da nação. Quando Rainier ascendeu ao trono, em 1949, correspondiam a mais de noventa e cinco por cento. Antes de sua morte, era o segundo monarca no mundo que há mais tempo reinava.

## Genealogia
Rainier era das seguintes ascendências: francesa, alemã, escocesa, inglesa, espanhola e italiana. Por meio de sua bisavó, Lady Mary Victoria Hamilton, que brevemente tinha sido a Princesa de Mônaco, ele era um descendente de Jaime IV da Escócia. Sua tetravó foi Estefânia de Beauharnais, filha adotiva de Napoleão Bonaparte e mais tarde Grã-duquesa de Baden. Entre outros antepassados, está William Thomas Beckford, o escandaloso e excêntrico colecionador e escritor inglês do século XVIII.
Rainier também era um descendente de Guilherme I, Príncipe de Orange, o principal líder da revolta holandesa contra o Império Espanhol e ancestral da atual família real holandesa. Outros ancestrais são: Hortense Mancini, a Duquesa de Mazarin e amante de Carlos II da Inglaterra; Gabrielle de Polignac, uma favorita da Rainha Maria Antonieta da França; Joana de Kent, a primeira Princesa de Gales; Carlos IX da Suécia; Frederico II da Dinamarca; e Claude, Duque de Guise.

## Educação e carreira militar
Rainier nasceu em Mônaco como o único filho do príncipe Pierre de Mônaco, duque de Valentinois (nascido conde Pierre de Polignac), e de sua esposa a Princesa Charlotte, Duquesa de Valentinois, princesa herdeira de Mônaco. Nascida na Argélia, sua mãe era a única filha do príncipe Luís II de Mônaco e de Marie Juliette Louvet. Ela foi mais tarde legitimada por meio de uma adoção formal e, subseqüentemente, foi nomeada herdeira ao trono monegasco. Seu pai era um nobre da Bretanha com sangue francês e espanhol. Ele adotou o sobrenome de sua esposa, Grimaldi, com seu casamento e foi feito um Príncipe de Mônaco por seu sogro.
Rainier tinha apenas uma irmã, a Princesa Antoinette, Baronesa de Massy, que se tornou uma figura impopular quando tentou colocar seus filhos na linha de sucessão, exigindo que a princesa Grace deixasse o país.
O príncipe estudou em Summer Fields School, em St Leonards-on-Sea, Inglaterra, e mais tarde em Stowe School, uma prestigiada escola pública inglesa em Buckinghamshire. Depois, foi matriculado no Instituto Le Rosey, no Cantão de Vaud, Suíça, antes de continuar seus estudos na Universidade de Montpellier, França, onde obteve um grau de bacharel das artes. Terminou sua educação no Institut d'Etudes Politiques de Paris.
O avô materno de Rainier, o príncipe Luís II, tinha sido um general na armada francesa durante a Primeira Guerra Mundial. Durante a Segunda Guerra Mundial, Rainier serviu como oficial de artilharia na armada. Como subtenente, lutou corajosamente durante a contra-ofensiva alemã na Alsácia. Depois da guerra, ele ganhou a Croix de Guerre e a Bronze Star Medal, tornando-se cavaleiro da Legião de Honra da França.
Em 9 de maio de 1949, Rainier tornou-se o príncipe-soberano de Mônaco com a morte do príncipe Luís II. Sua mãe já tinha renunciado aos seus direitos em seu favor em 1926.

## Romance com Gisèle Pascal
Nos anos 40 e nos anos 50, o príncipe viveu abertamente um romance com uma estrela de cinema francesa, Gisèle Pascal, nascida Gisèle Tallone (1923-2007). De acordo com o que se alega, o casal se separou quando um médico declarou que a atriz era infértil. Ironicamente, ela se casou mais tarde e teve uma filha.

## Casamento e família
Depois de um cortejo que conteve "um bom ideal de apreciação de ambos os lados", o príncipe Rainier, aos 19 de abril de 1956, casou-se com a atriz estadunidense vencedora de um Oscar, a plebéia Grace Kelly (1929-1982). Foi o futebolista brasileiro Yeso Amalfi que apresentou a atriz norte-americana ao então príncipe Rainier. Eles tiveram três filhos:
- Princesa Caroline Louise Marguerite, nascida em 23 de janeiro de 1957, agora Princesa de Hanôver;
- Albert II, Príncipe de Mônaco, nascido em 14 de março de 1958;
- Princesa Stéphanie Marie Elisabeth, nascida em 1° de fevereiro de 1965.

O Príncipe Rainier tem onze netos:
- Andrea, Charlotte e Pierre Casiraghi, filhos da princesa Caroline com Stefano Casiraghi;
- Princesa Alexandra de Hanôver, filha da princesa Caroline com Ernst August V, Príncipe de Hanôver;
- Louis e Pauline Ducruet, filhos da princesa Stéphanie com Daniel Ducruet;
- Jazmin Grace Rotolo, filha ilegítima do príncipe Alberto II com Tamara Rotolo;
- Eric Alexandre Coste, filho ilegítimo do príncipe Alberto II com Nicole Coste;
- Jaime, Príncipe Herdeiro de Mônaco e Princesa Gabriela, Condessa de Carladès, filhos do príncipe Alberto II com Charlene  Wittstock;
- Camille Gottlieb, filha ilegítima da princesa Stéphanie com Jean Raymond Gottlieb.

Após a morte de sua esposa, falecida no hospital depois de sofrer um acidente automobilístico nas colinas de Mônaco, Rainier envolveu-se romanticamente com uma prima distante, a princesa Ira von Fürstenberg, uma ex-atriz de cinema, designer de jóias, herdeira da Fiat e ex-cunhada da designer de moda Diane von Fürstenberg. Assim como ele, ela é descendente da Casa de Zähringen.

## Morte
O príncipe Rainier III de Mônaco foi internado em 7 de março de 2005, vindo a falecer no dia 6 de abril de 2005, aos 81 anos de idade, no centro cardiotorácico do principado, em Monaco-Ville, morte causada por afecções broncopulmonares, cardíacas e renais. Encontra-se sepultado na Catedral de São Nicolau, Monaco-Ville em Mônaco.